# J Dilla
James Dewitt Yancey (Detroit, 7 de fevereiro de 1974 - Los Angeles, 10 de fevereiro de 2006), mais conhecido pelos seus nomes artísticos J Dilla e Jay Dee, foi um rapper, DJ e produtor musical americano que emergiu em meados da década de 1990 em Detroit, Michigan. É considerado como um dos mais influentes produtores de toda a história, trabalhou com De La Soul, Busta Rhymes e Common.

## Influências
Pela sua grande influência como produtor musical, J Dilla é tido como um dos precursores do movimento Lo-fi junto ao produtor musical japonês Nujabes.

## Doença e Morte
Ele foi diagnosticado em 2005 com púrpura trombocitopênica trombótica, um rara doença sanguínea.
J Dilla faleceu em 10 de fevereiro de 2006, vitíma de um ataque cardíaco, três dias após seu 32º aniversário, em sua residência em Los Angeles, Califórnia.

## Discografia

### Álbuns
- Slum Village - Fantastic, Vol. 1 (1996)
- Slum Village - Fantastic, Vol. 2 (2000)
- Jay Dee - Welcome to Detroit (2001)
- J Dilla - Ruff Draft (2003)
- Jaylib - Champion Sound (2003)
- J Dilla - Donuts (2006)
- J Dilla - The Shining (2006)
- J Dilla - Jay Stay Paid (2009)
- J Dilla - Rebirth Of Detroit (2012)

### Produções
- The Pharcyde - Labcabincalifornia (1995)
- A Tribe Called Quest - Beats, Rhymes and Life (1996)
- De La Soul - "Stakes Is High" de Stakes Is High (1996)
- A Tribe Called Quest - The Love Movement (1998)
- Bizarre - "Butterfly" de Attack of the Weirdos (1998)
- Q-Tip - Amplified (1999)
- Common - Like Water for Chocolate (2000)
- De La Soul - "Thru Ya City" (2000)
- Erykah Badu - Mama's Gun (2000)
- Busta Rhymes - Genesis (2001)
- Slum Village - Trinity (Past, present and Future) (2002)
- De La Soul - "Much More" b/w "Shoomp" (2003)
- Brother Jack McDuff - "Oblighetto (J Dilla Remix)" (2004)
- M.E.D. - Push Comes to Shove (2005)
- Common - Be (2005)
- Lawless Element - Soundvision: In Stereo (2005)
- Illa J- "Yancey Boys"(2008)